# Albert Genta
Pour les articles homonymes, voir Genta.
Albert Genta (Albert François Genta) est un artiste-peintre français spécialiste du nu, né le 13 septembre 1901 à Paris 12e et mort le 5 septembre 1989 dans le 20e arrondissement de Paris.
Il fut le peintre du nu féminin par excellence, dans ses propres œuvres mais également dans l'illustration et la presse.
En mars 1941, il expose au Salon des indépendants un nu intitulé Femme endormie.
Il est également l'auteur de nombreux ouvrages, comme Le dessin enseigné par l'exemple (1949).